# Hugo von Coligny
Hugo von Coligny (franz.: Hugues de Coligny; † 2. September 1205) war ein Ritter und Fürst von Coligny.
Sein Herrschaftsbereich umfasste das Land um Coligny und Revermont, wofür er ein direkter Vasall der Krone von Burgund war. In einer Schenkungsurkunde zugunsten der Kartause von Portes im Bugey bezeichnete er sich als souveräner Fürst von Coligny:
Dominus Hugo de Coloniaco, miles, magnificus princeps Coloniensis, dedit Deo et fratribus Portarum pro remedio animæ suæ ac parentum suorum, quicquid habebat in eremo Portarum, et quicquid de feudatariis illius dono vel emptione acquirere potuerunt.
(Der Herr Hugo von Coligny, Ritter, prächtiger Fürst von Coligny, gibt Gott und den Brüdern von Portes um seines Seelenheils und des seiner Eltern willen alles, was er in der Wüstung von Portes besitzt, und alles, was die Brüder durch Geschenk oder Kauf von seinen Lehnsmännern erwerben konnten.)
Zusammen mit dem Bischof von Autun nahm er am vierten Kreuzzug teil. Nach der Eroberung Konstantinopels 1204 schloss er sich Bonifatius von Montferrat an, von dem er die Stadt Serres als Lehen erhielt. Bei der Verteidigung dieser Stadt gegen den Bulgarenkönig Kalojan (Johannitza) wurde Hugo nach einem Pfeiltreffer im Auge getötet.

## Quelle
- Gottfried von Villehardouin: Histoire de la conquête de Constantinople

| Personendaten    | Personendaten     |
| ---------------- | ----------------- |
| NAME             | Hugo von Coligny  |
| ALTERNATIVNAMEN  | Hugues de Coligny |
| KURZBESCHREIBUNG | Fürst von Coligny |
| GEBURTSDATUM     | 12. Jahrhundert   |
| STERBEDATUM      | 2. September 1205 |
| STERBEORT        | Serres            |